# Deutsche Pali-Gesellschaft
La Deutsche Pali-Gesellschaft (dal tedesco: "Società tedesca pāli") fu una società buddista attiva in Germania dal settembre 1909 al maggio 1913.

## Storia

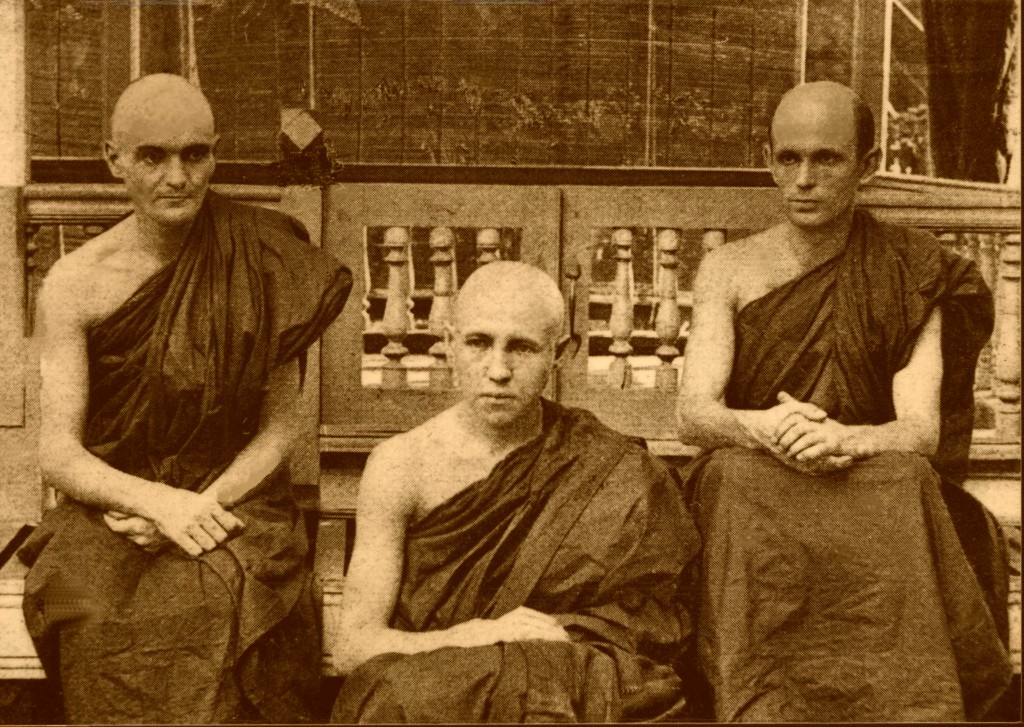
Silacara, Walter Markgraf (Dhammānusārī), Nyanatiloka.

La società fu fondata il 12 settembre 1909 a Lipsia da Walter Markgraf, Karl Seidenstücker, Karl Strünckmann, Wolfgang Bohn e Franz-Joseph Bauer, sull'esempio della britannica Pali Text Society, con l'obbiettivo di dedicarsi allo studio del buddhismo in generale e alla diffusione dei testi buddisti in Germania. 
Il primo presidente fu Walter Markgraf e, dal 9 ottobre 1910, Karl Strünckmann. Il 18 aprile 1911, l'intero consiglio di amministrazione si dimise a causa di divergenze con Karl Seidenstücker; Walter Markgraf divenne nuovamente presidente. Egli si dimise dalla carica nel maggio 1913, fatto che comportò lo scioglimento della società. Nel periodo della sua massima espansione, essa aveva raggiunto un totale di 35 membri.
Membri onorari erano T. W. Rhys Davids, fondatore della Pali Text Society, e Silacara. Il presidente onorario era Nyānatiloka..

## Scritti
La società pubblicò la rivista Die Buddhistische Welt. Deutsche Monatsschrift für Buddhismus.
L'ultimo numero di questa rivista del 1913 (volume VI) si intitolava Indien und die buddhistische Welt; Deutsche Zeitschrift für das Gesamtgebiet des Buddhismus und der indischen Kultur (India e mondo buddista; rivista tedesca per l'intero settore del buddismo e della cultura indiana).
Dopo la guerra e la morte di Walter Markgraf nel 1915, i diritti della casa editrice di quest'ultimo e il magazzino editoriale furono trasferiti alla casa editrice del libraio ed editore di letteratura buddista Oskar Schloss, la Oskar-Schloss-Verlag di Neubiberg. Nella prefazione al suo catalogo editoriale del 1924, Oskar Schloss descrisse la sua casa editrice come "quella che è diventata il vero centro della letteratura buddista nei Paesi di lingua tedesca". Nel suo catalogo propose (a pagina 68) i volumi IV, V e VI.
Walter Markgraf pubblicò altri titoli nella sua casa editrice, come (vedi Wikipedia Commons):
- Der Buddhismus (Il buddismo)

- Buddhismus als Wissenschaft (Il buddismo come scienza; tr. di Karl Seidenstücker);
- Reden des Buddha (Vierer Buch) (Discorsi del Buddha, Libro dei Quattro; tr. di Nyanatiloka)
I titoli dei libri recano spesso un timbro con una svastica, simbolo di felicità nel buddhismo.